# جمال إمبابي
اللواء أركان حرب جمال أحمد إمبابى سلمان عسكري مصري، من مواليد 4 إبريل 1954 مركز أجا بمحافظة الدقهلية. شغل عدة مناصب رفيعة منها قائد الجيش الثاني الميداني ومحافظ الوادي الجديد ومحافظ الإسماعيلية. وهو متزوج ولديه من الذكور اثنين وأنثى واحدة

## التأهيل العسكري
- حصل على بكالوريوس العلوم العسكرية من الكلية الحربية في 1 أكتوبر 1976
- حضر بعثتين تدريبيتين بالولايات المتحدة الأمريكية
- حضر دورة تدريبية بالولايات المتحدة الأمريكية
- حاصل على الدورة رقم 26 حرب عليا
- ماجستير العلوم العسكرية
- حاصل على الدورة العليا لكبار القادة رقم 22

## حياته المهنية
- ملحق عسكرى بدولة الإمارات العربية المتحدة
- قائد كتيبة دبابات
- رئيس أركان لواء مدرعات
- قائد لواء مدرعات
- رئيس أركان فرقة مدرعات
- قائد فرقة مدرعات
- رئيس أركان الجيش الثانى الميدانى
- قائد الجيش الثاني الميداني
- رئيس هيئة تفتيش القوات المسلحة
- محافظ الوادي الجديد (فبراير 2011 - أغسطس 2011)
- محافظ الإسماعيلية (أغسطس 2011)

## الأوسمة والأنواط والميداليات
- نوط الواجب العسكري من الطبقة الثانية عام 1976
- نوط تحرير سيناء «نوط 25 أبريل» عام 1982
- ميدالية الخدمة الطويلة والقدوة الحسنة عام 1998
- نوط الخدمة الممتازة عام 2007
- ميدالية اليوبيل الفضي لتحرير سيناء عام 2007
- ميدالية اليوبيل الذهبي لثورة 23 يوليو 1952
- نوط التدريب من الطبقة الأولى
- ميدالية 25 يناير
- وسام الجمهورية من الطبقة الثانية